# 282 (عدد)
282 هو عدد صحيح طبيعي بين 281 و283

## في الرياضيات

### خصائص
- 282 عدد زوجي
- 282 عدد زائد
- 282 عدد مضلعي (95 أضلاع-...)